# Благоє Братич
Благоє «Блажо» Братич (босн. Blagoje “Blažo” Bratić; 1 березня 1946, Сараєво, СФРЮ — 31 липня 2008, Торонто, Онтаріо, Канада) — боснійський футболіст та тренер, виступав на позиції захисника.

## Кар'єра гравця
Нпродився в Сараєво, розпочав займатися футболом у віці 14 років у клубі «Претіс» (Вогошча) (згодом перейменований в УНІС, зараз відомий як ФК «Вогошча»). Незабаром молодий талант переїхав до «Желєзнічара», де став одним з найвідоміших югославських захисників свого часу. Дебютував у футболці «Жельо» 1964 року, був яскравим представником «золотого покоління» футболістів клубу, які в 1972 році виграли Першу лігу Югославії. Зіграв 343 офіційні поєдинки в футболці «Желєзнічара», це найбільша кількість зіграних матчів серед гравців «залізничників» за всю 86-річну історію клубу. Відзначився 32-ма голами у всіх футбольних змаганнях за «Желєзнічар».
Братич також зіграв 3 поєдинки у складі збірної Югославії.
Завершив футбольну кар'єру в 1976 році у віці 30 років.

## Кар'єра тренера
Тим не менше, навіть після завершення кар'єри гравця Благоє залишився в футболі. Він тренував клуби нижчих югославських футбольних дивізіонів «Локомотіва» (Брчко), «Електробосна» (Яйце), ГОШК (Дубровник) та «Іскра» (Бугойно), допоки не отримав шанс очолити вищоліговий клуб, рідний «Желєзнічар», яким керував у першій половині сезону 1987/88 років. На початку 1990-их років працював тренером у Малайзії.
У 1994 році Братич разом з родиною емігрував до Канади, втікаюи від війни в Боснії. Деякий час працював спортивним директором та тренером «Торонто Метро Лайонз».

## Особисте життя
Дружина — Міза, залишилося двоє синів — Деніс та Саша.

## Смерть
Помер 31 липня 2008 року у віці 62 років. Похований на Йоркському цвинтарі в Торонто.